# Lithopolis (Ohio)
Lithopolis es una villa ubicada en el condado de Fairfield en el estado estadounidense de Ohio. En el Censo de 2010 tenía una población de 1106 habitantes y una densidad poblacional de 210,57 personas por km².

## Geografía
Lithopolis se encuentra ubicada en las coordenadas 39°48′56″N 82°48′56″O / 39.81556, -82.81556. Según la Oficina del Censo de los Estados Unidos, Lithopolis tiene una superficie total de 5.25 km², de la cual 5.24 km² corresponden a tierra firme y (0.2%) 0.01 km² es agua.

## Demografía
Según el censo de 2010, había 1106 personas residiendo en Lithopolis. La densidad de población era de 210,57 hab./km². De los 1106 habitantes, Lithopolis estaba compuesto por el 94.3% blancos, el 3.44% eran afroamericanos, el 0% eran amerindios, el 0.72% eran asiáticos, el 0% eran isleños del Pacífico, el 0% eran de otras razas y el 1.54% pertenecían a dos o más razas. Del total de la población el 2.26% eran hispanos o latinos de cualquier raza.